# Свешников, Николай Иванович
Николай Иванович Свешников (23 августа [4 сентября] 1839, Углич, Ярославская губерния — 1899, Санкт-Петербург) — книготорговец, автор «Воспоминаний пропащего человека».

## Биография
Родился 23 августа (4 сентября) 1839 года. Сын угличского мещанина, занимавшегося скупкой продукции у крестьян для перепродажи более крупным торговцам. Учился в Угличе в школе. После смерти жены отец разорился и в 1852 году послал Николая служить «мальчиком» в Санкт-Петербург.
Но Свешников ушёл от хозяина, потому что начал воровать деньги или, как он писал сам, «ходить в выручку», попался, пытался шантажировать хозяина, был изгнан и в дальнейшем долго не имел определённых занятий: воровал, обитал в петербургской Вяземской ночлежке и в угличской ночлежке «Батум», служил в Угличе сторожем в церкви царевича Димитрия и на Варгунинской писчебумажной фабрике, торговал в Петербурге книгами в разнос (его услугами пользовались Н. С. Лесков, И. Н. Потапенко, Н. М. Минский, П. А. Сергеенко), добровольцем участвовал в качестве санитара в Русско-турецкой войне 1877—1878 годов, ездил по угличским сёлам, описывая быт, нравы и язык крестьян. Около 10 раз арестовывался, 12 раз этапировался пешком из Санкт-Петербурга в Углич.
Жизнь Свешникова была изломана недугом — пьянством. Подобных ему пьяниц во второй половине XIX — начале XX веков в России было немало, но подробно рассказать о возникновении и последствиях этой привычки решались немногие, и среди них — Свешников. Русская литература знает потрясающие описания психологии запойных пьяниц, например, Мармеладова в «Преступлении и наказании» Достоевского, но и на этом фоне мемуары и переписка Свешникова отнюдь не проигрывают, потрясая своей достоверностью, искренностью и безысходностью.
Умер в петербургской больнице в июне 1899 года.

## Творчество
По пережитому лично в 1888 году написал «Воспоминания пропащего человека», которые при поддержке А. П. Чехова и Н. С. Лескова в 1896 году были опубликованы в «Историческом вестнике» (т. LXIII, LXIV и LXV; переизданы в 1930 году издательством «Академия»). Являются ценным материалом по быту городских низов. В 1996 году книга переиздана издательством «Новое литературное обозрение» (Серия «Россия в мемуарах»).
Другие работы «Петербургские книгопродавцы — апраксинцы и букинисты» («Исторический вестник», 1897 г., т. LXIX), ряд фельетонов в «Новом времени» («Вяземская лавра» и др.), «Оригинальный лексикон» (словарь местных слов и торговых терминов).
Записки Свешникова использовал Н. С. Лесков при создании «Спиридонов-поворотов» (1889), а также «Очарованного странника» (1873).